# Evarist De Buck

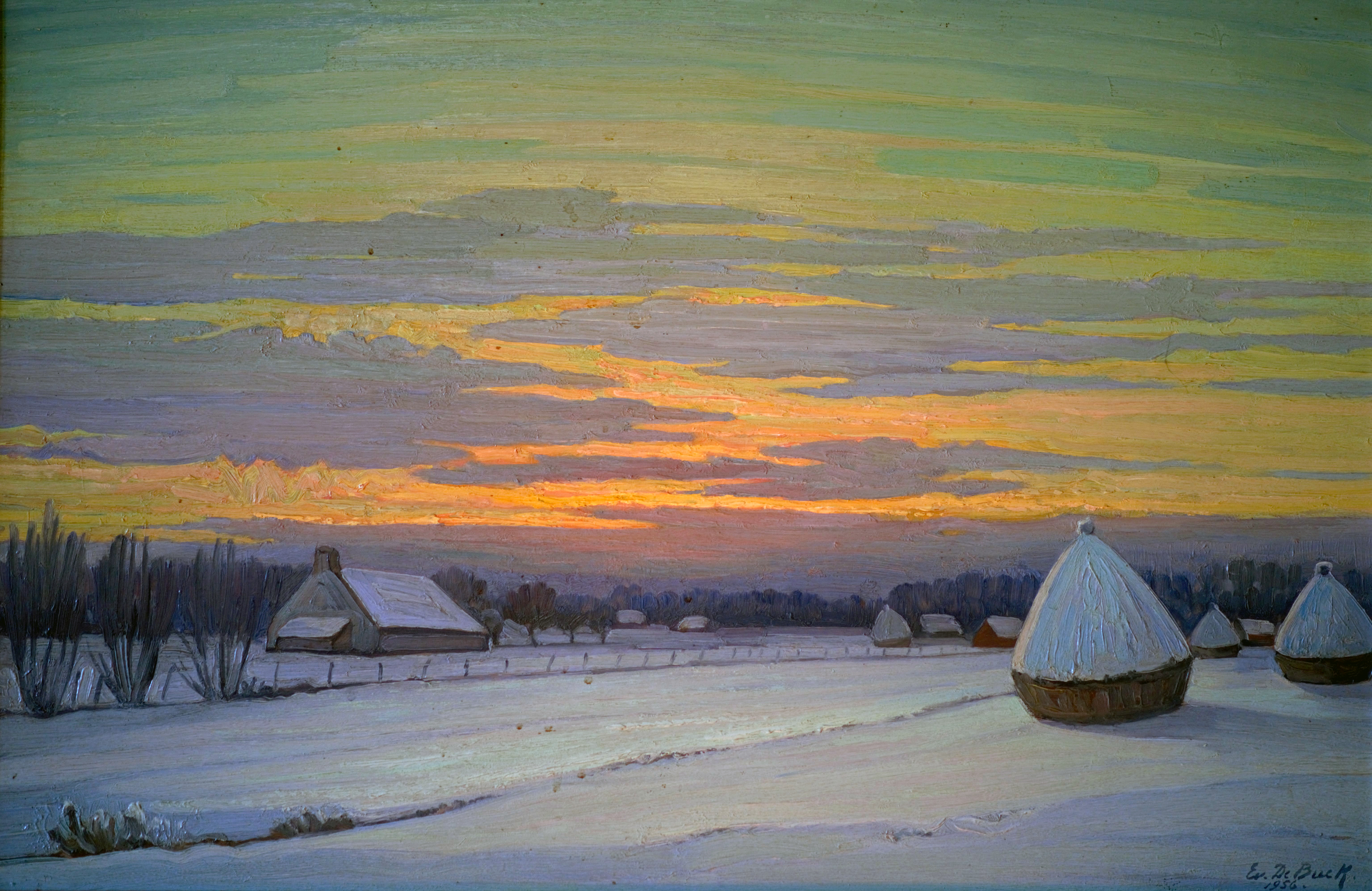
Avondlandschap

Evarist De Buck (Sint-Amandsberg, 2 januari 1892 - Lovendegem, 26 juni 1974) was een Vlaams kunstschilder die tot de Latemse School wordt gerekend. Hij is vooral bekend voor zijn poëtische Leielandschappen, het boerenleven en zijn religieuze kunst.
Hij was een individualist die zich vanuit zijn communistische ideologie afzette tegen de moderne kunstvormen, die hij een exponent vond van de kapitalistische maatschappij. Omdat hij aan de zelfkant leefde van het bruisende artistieke gebeuren in Sint-Martens-Latem, heeft hij nooit de roem en de faam gekend van zijn dorpsgenoten. Desondanks is hun invloed, vooral van Valerius De Saedeleer en Albert Servaes, onmiskenbaar aanwezig in zijn oeuvre. In zijn beginperiode hebben ook de neo-impressionisten Emile Claus en Théo Van Rysselberghe hun stempel op zijn werk gedrukt.

## Biografie
Evarist De Buck werd geboren op 2 januari 1892.
Hij genoot een degelijke opleiding bij onder meer Van Biesbroek, Delvin en George Minne. In 1912 startte hij een kunstenaarsloopbaan met symbolische werken, groots van opzet en structuur, en idealistisch van inhoud. In 1917 vestigde hij zich in Sint-Martens-Latem. De oorlogsjaren brachten een meer realistische schriftuur in zijn werk, waarin hij zich één voelde met de verdrukten en het leed van de kleine man, met sociale thema’s zoals werkloosheid en armoede.
Na de oorlog kende hij een ongemeen vruchtbare periode. Met een losbreken van licht en weelde van kleurengewemel schilderde hij grote impressionistische werken, gedicteerd door licht en schaduw. Ook sneed hij nu religieuze thema’s aan, die sterk aan Albert Servaes doen denken. In de jaren 1920 evolueerde zijn werk naar een sobere eenvoud waarbij de achtergrond herleid werd tot een minieme scheiding tussen bodem en lucht. De aandacht wordt daardoor volledig gericht op het kernonderwerp van het doek. Ook brak de invloed door van het Leielandschap. Die bracht hij in stilte naar het doek, in contemplatieve verwondering over de roerloze eeuwigheid.
Hij bleef echter niet stilstaan. Als overtuigd Vlaming liet de Vlaamse strijd hem niet los: de doeken “Tijl” werden geboren, niet de Tijl van Jules De Coster, maar wat De Buck noemde de “Tijl Uilenspiegel in de 20e eeuw”, opgeweld uit een oprecht mystiek gevoel en innerlijke bespiegeling.
Rond de jaren dertig verliet hij opnieuw dit mysticisme, om te belanden in het expressionisme, een stijlrichting die hij sindsdien in grote lijnen is trouw gebleven. Hij werd een rustig vertolker van het plattelandsleven en boerentaferelen, met een milde weergave van intimistische kleuren.
Contact met de overige Latemse expressionisten zocht hij niet, en ook hijzelf bleef liever alleen, zich koppig vasthoudend aan zijn opvattingen en ideeën, en wars van iedere gewichtigdoenerij. Hij bleef eenzaam doch steeds met een brede sociale bekommernis. Hij is ook zwaar getraumatiseerd door de dood van zijn zoon Jan De Buck, die door de Gestapo in 1943 opgepakt werd omwille van zijn verzetsactiviteiten. Diens laatste spoor is geëindigd in het Nacht und Nebel-concentratiekamp van Gross-Rosen. Omdat er geen getuigen geweest zijn van de dood van Jan, is Evarist tot het einde van zijn leven blijven hopen dat Jan op een dag zou terugkeren.
Met de bouw van een eigen kunstgalerij, waar De Buck vooral eigen werken exposeerde, wilde hij zijn werk toegankelijk stellen voor de gemeenschap. Het was zijn uitdrukkelijke wens dat ook later deze lijn zou worden doorgetrokken. In zijn testament staat vermeld dat zijn oeuvre bekend moest gehouden worden bij een ruim publiek.
- RKD-Nederlands Instituut voor Kunstgeschiedenis: 20446
- Union List of Artist Names: 500041230
- Virtual International Authority File: 95948296